# Portomarín
Portomarín en galicien (nom officiel), ou Puertomarín en espagnol, est un municipio de la comarque de Lugo, dans la province de Lugo, communauté autonome de Galice, au nord-ouest de l'Espagne. C'est aussi le nom de plusieurs parroquias de ce municipio, ainsi que du chef-lieu du municipio.
Ce municipio est traversé par le Camino francés du Pèlerinage de Saint-Jacques-de-Compostelle, qui passe par ses localités et sites de Portomarín (chef-lieu), Fábrica de ladrillos (briqueterie), Toxibó, Monte Torros, Gonzar, Castromaior, Hospital da Cruz et Ventas de Narón.

## Histoire
À la suite de la construction du réservoir de Belesar (es) en 1962, le village est englouti et déplacé ; des bâtiments historiques dont l'église San Nicolás sont déplacés dans le nouvel emplacement pierre par pierre.

### Les Hospitaliers
Le 18 octobre 1158, Ferdinand II de León fait don du monastère Santa Marina de Portomarín aux Hospitaliers de l'ordre de Saint-Jean de Jérusalem puis le 18 mai 1212, ces mêmes Hospitaliers concèdent l'établissement d'un tribunal (fuero) aux habitants de la ville. Ils y avaient fondé une commanderie qui faisait partie du grand prieuré de Castille et León .

## Géographie

### Municipios limitrophes
- Au nord :
- Au sud :
- À l'est :
- À l'ouest :

## Divisions administratives
Le municipio de Portomarín recouvre les parroquias et localités suivantes :
- San Bartolomeu de Bagude (79 habitants en 2010), avec ses localités de Acevedo, Bagude, Biduedo, O Cunqueiro, Rececendes ;
- San Mamede de Belaz ou San Mamede de Belade (30 habitants en 2010), avec ses localités de Campo de Mamas, San Mamede, Vilariño de Batán ;
- San Xulián de Caborrecelle (102 habitants en 2010), avec ses localités de Cabanas do Monte, A Costa, Dónego, A Eirexe, Lamas de Ríos, Lamas Maiores, A Piúnca, San Xulián ;
- San Martiño do Castro de Soengas (142 habitants en 2010), avec ses localités de O Castro, A Covadela, O Cruceiro, A Fonte Grande, Grumélez, A Pedra ;
- Santa María de Castromaior (33 habitants en 2010), avec sa localité unique de Castromaior ;
- Santa María de Cortapezas (71 habitants en 2010), avec ses localités de O Alto do Valiño, Carreiroás, Cortapezas, A Eirexe, A Estrada, Os Montes, Reboredo, Zazar ;
- San Lourenzo de Fiz de Rozas (91 habitants en 2010), avec ses localités de Cabanas, O Campo, As Casas Novas, Lagorza, Outeiro, O Pacio, Quintá, San Clodio ;
- Santa María de Gonzar (44 habitants en 2010), avec ses localités de A Ferrería, Gonzar, Toxibó ;
- San Martiño de León (69 habitants en 2010), avec ses localités de Lamas, León ;
- Santa María de Narón (99 habitants en 2010), avec ses localités de Batifoles, A Casilla de Narón, Fontellada, Narón, Pardellas do Monte, O Penedo, Valderramos, Vilanova, O Vilar de Abaixo, O Vilar de Arriba ;
- San Cibrao de Nespereira (46 habitants en 2010), avec ses localités de O Alto do Hospital, Camporredondo, Nespereira, As Peniñas, A Volta de Varela ;
- San Nicolao de Portomarín (? habitants en 2010), avec ses localités de O Barco, Barreiro, O Castro da Virxe, Ferreiroá, A Grabanía, O Mulidao, A Perdigueira, Portomarín (chef-lieu), San Miguel, San Roque, Santa Mariña, O Souto ;
- San Pedro de Portomarín (? habitants en 2010), avec ses localités de O Bautista, A Fonte da Agra, San Pedro ;
- San Pedro de Recelle (131 habitants en 2010), avec ses localités de O Almacén, O Campo do Xordo, A Casa da Lama, Casa do Cardedo, A Casanova, As Casas Novas, A Eirexe, Lousada, Mariz, O Marmoiral, As Moreiras, Poído, O Regueiro, A Servicería, Vigo ;
- San Mamede do Río (47 habitants en 2010), avec ses localités de O Hospital (alias  Hospital da Cruz), Pousada, Reboredo, O Rego do Can, San Mamede do Río, A Silva, Vendas de Narón ou Ventas de Narón, Vigo ;
- San Salvador de Sabadelle (27 habitants en 2010), avec ses localités de Sabadelle, Seixón ;
- Santiago de Soengas (80 habitants en 2010), avec ses localités de A Cruz, As Neves, Soengas de Abaixo, Soengas de Arriba ;
- San Martiño de Vedro (122 habitants en 2010), avec ses localités de Caldelas, Castrolázaro, San Martiño, Vao, Vedro, Vilaproi ;
- Santiago de Vilarbasín (27 habitants en 2010), avec ses localités de A Covela, Rebordondo, Valcovo, Vilarbasín ;
- San Pedro de Vilaxuste (136 habitants en 2010), avec ses localités de A Carballeira, Os Casás, Domez, A Eirexe, A Escrita, A Frocela, Gai, O Mazo, Pedrouzos, O Penedo, Samocela, Val de Porrás, O Vilar ;

### Galerie de photos
L'album ci-dessous montre quelques églises paroissiales du municipio de Portomarín.

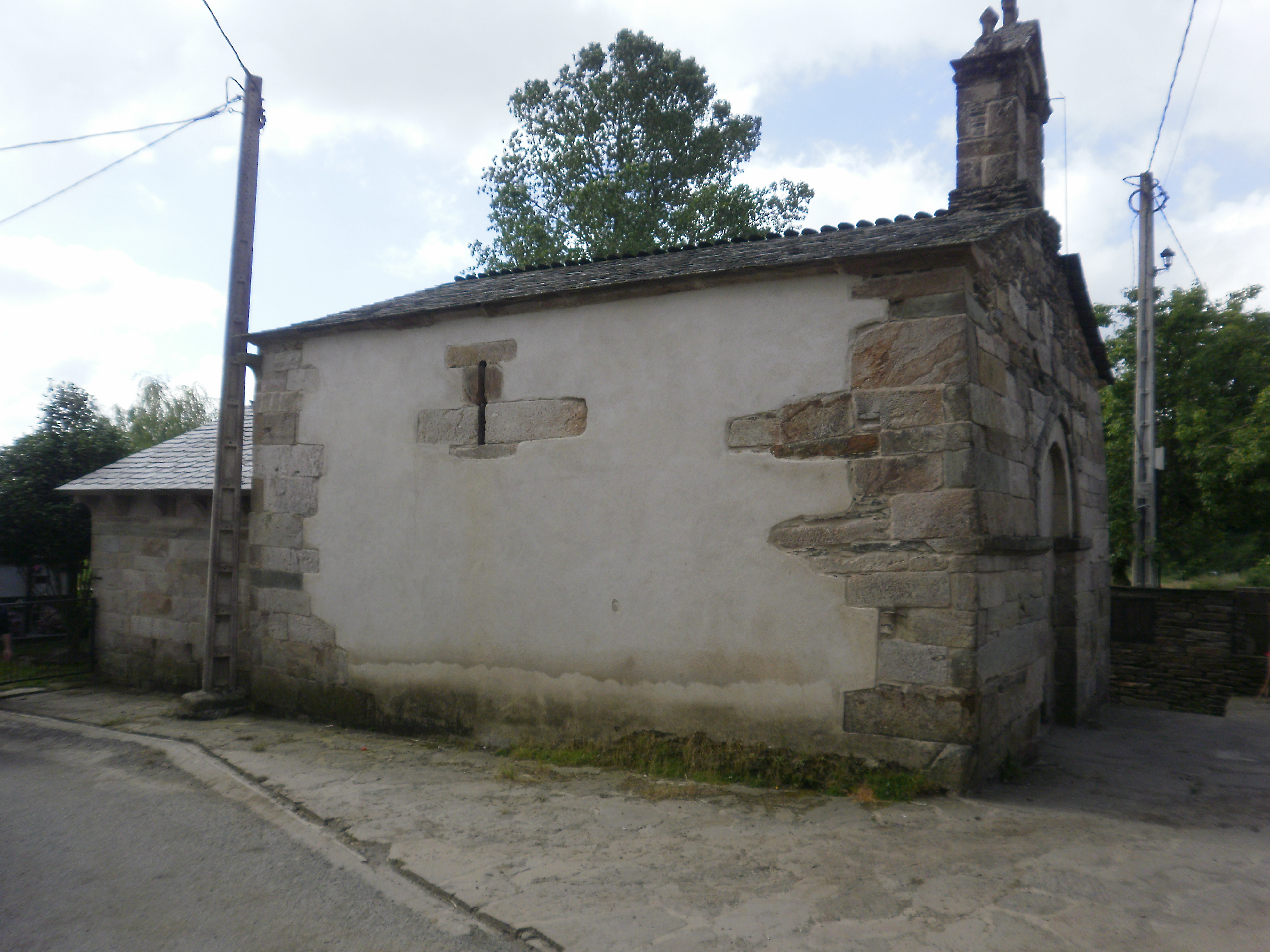
Église de Santa María de Castromaior
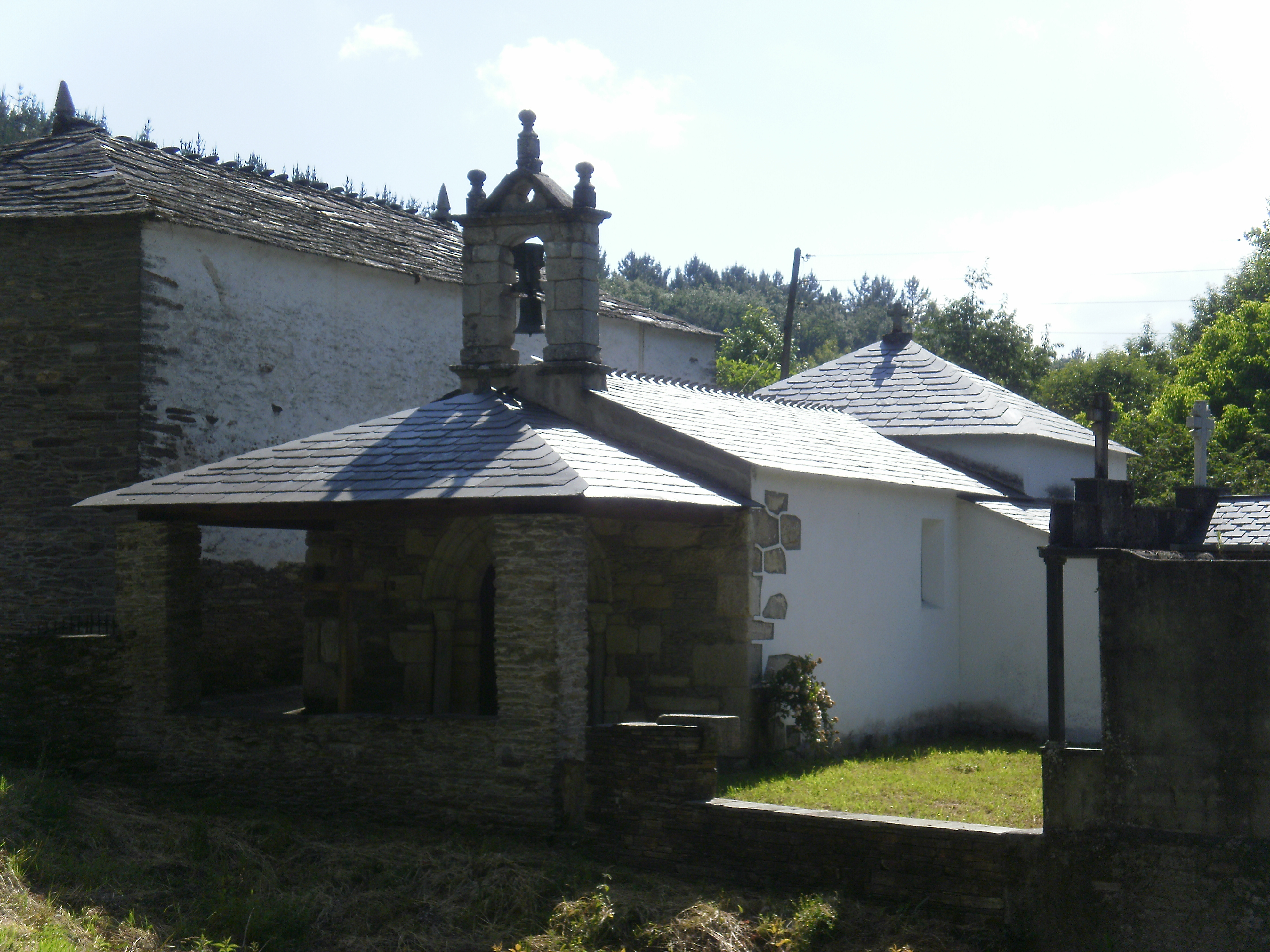
Église de Santa María de Cortapezas
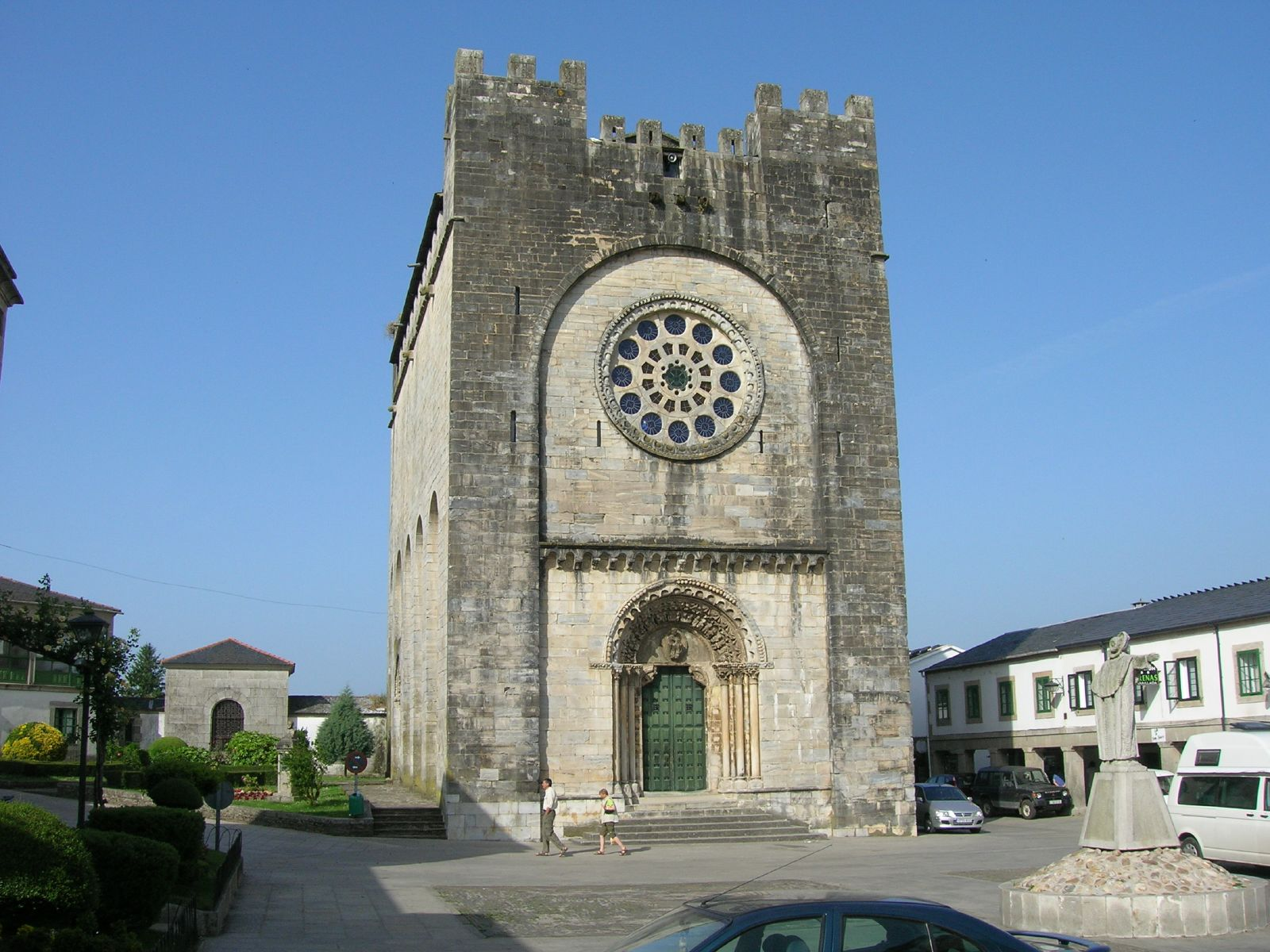
Église de San Nicolao de Portomarín (es)
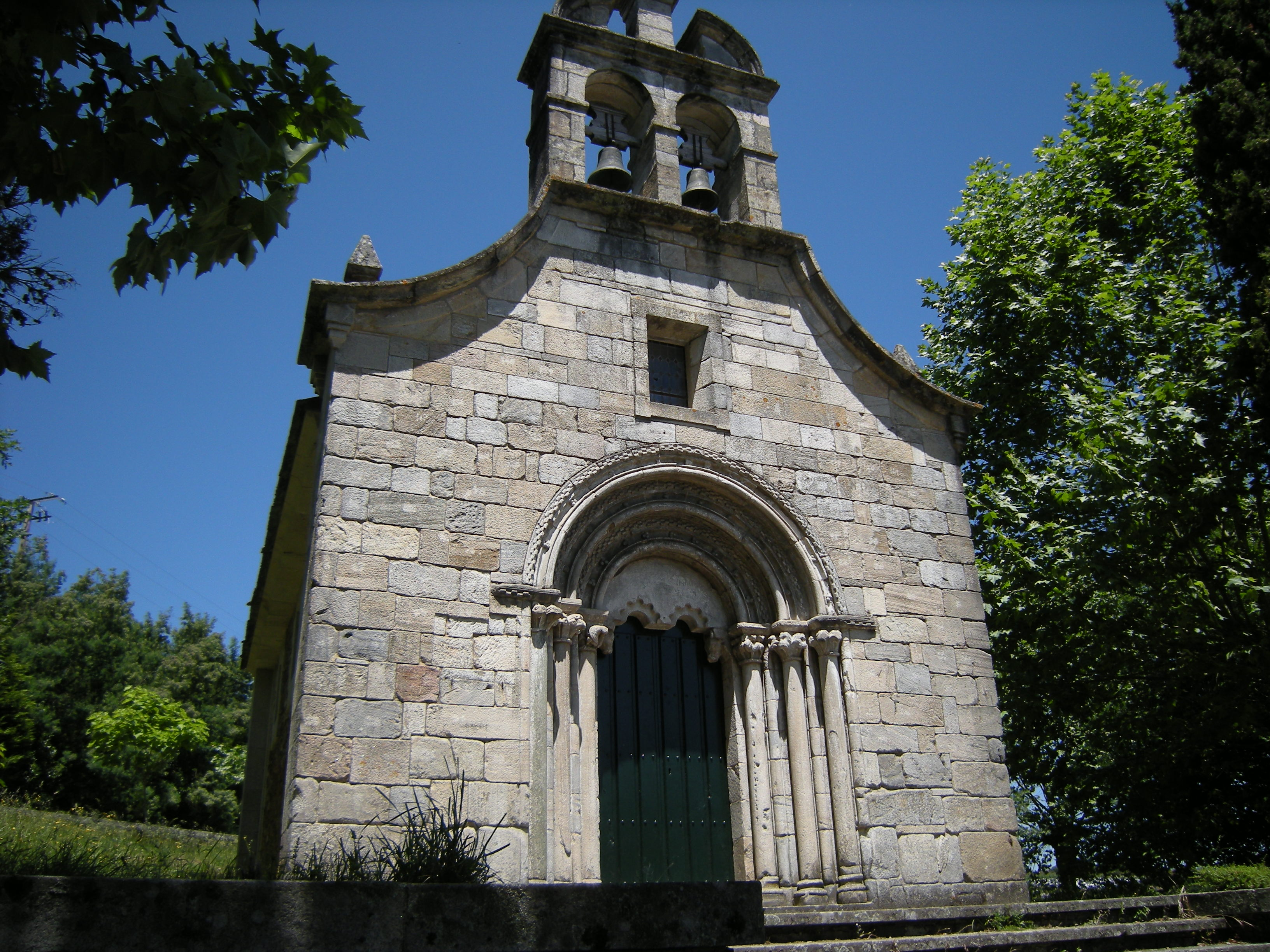
Église de San Pedro de Portomarín

## Patrimoine et culture

### Pèlerinage de Compostelle
Par le Camino francés du Pèlerinage de Saint-Jacques-de-Compostelle, le chemin vient du municipio de Paradela, en passant par ses localités de Ferreiros, Mirallos, A Pena, O Couto, As Rozas, Moimentos, Marcadoiro, Moutras, A Parrocha et Vilachá.
Dans ce municipio de Portomarín, le chemin parcourt ses localités et sites de Portomarín (chef-lieu), Fábrica de ladrillos (briqueterie), Toxibó, Monte Torros, Gonzar, Castromaior, Hospital da Cruz et Ventas de Narón.
Le prochain municipio traversé est Monterroso, en passant par les localités ou sites de Serra de Ligonde, Previsa, Lameiros, Ligonde, Airexe.

### Patrimoine religieux
- Église de Saint-Jean (es) dite aussi de San Nicolás.

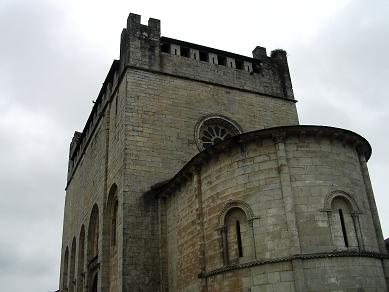
Église San Nicolás à Portomarín.
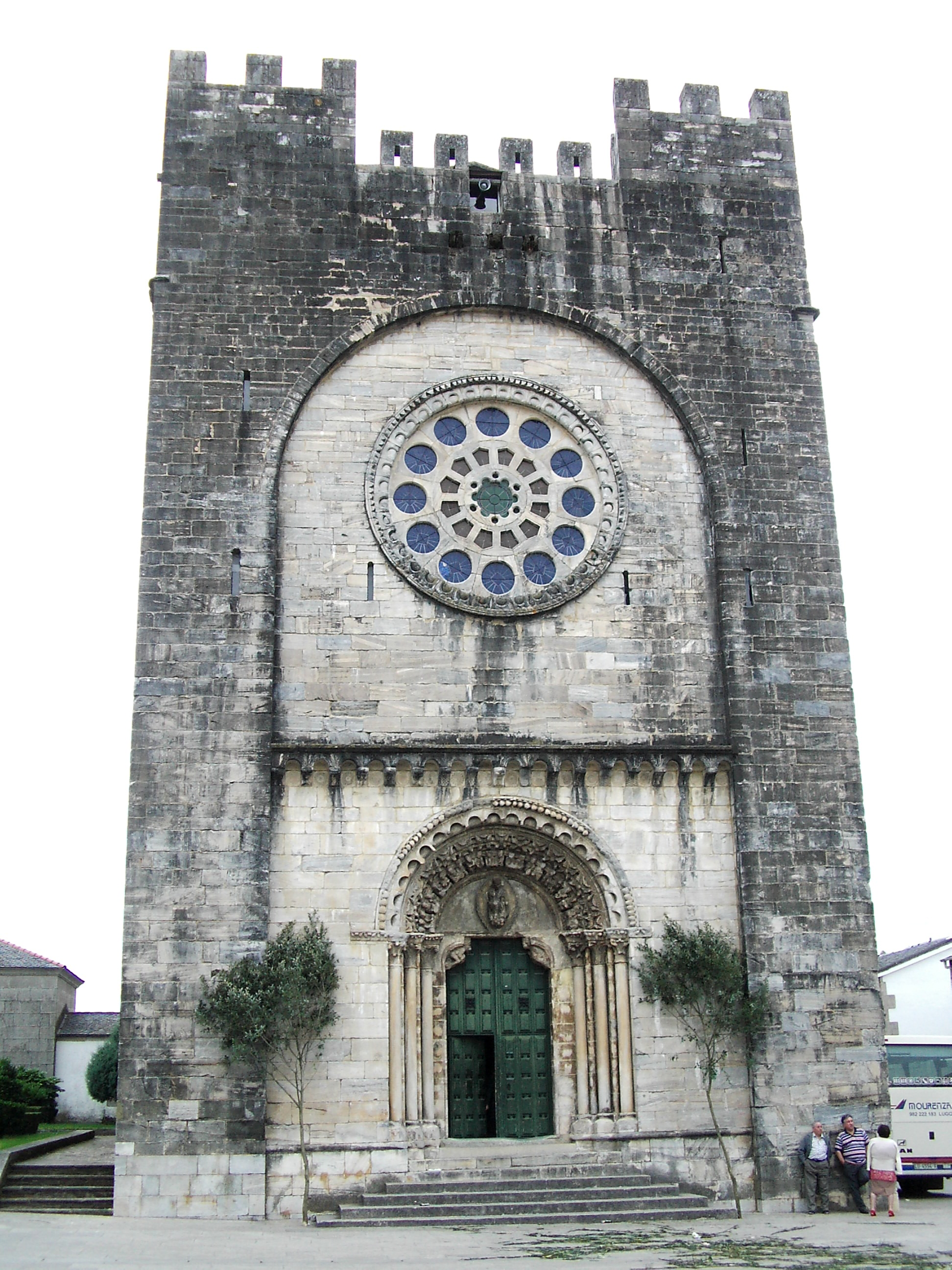
Église San Nicolás à Portomarín.
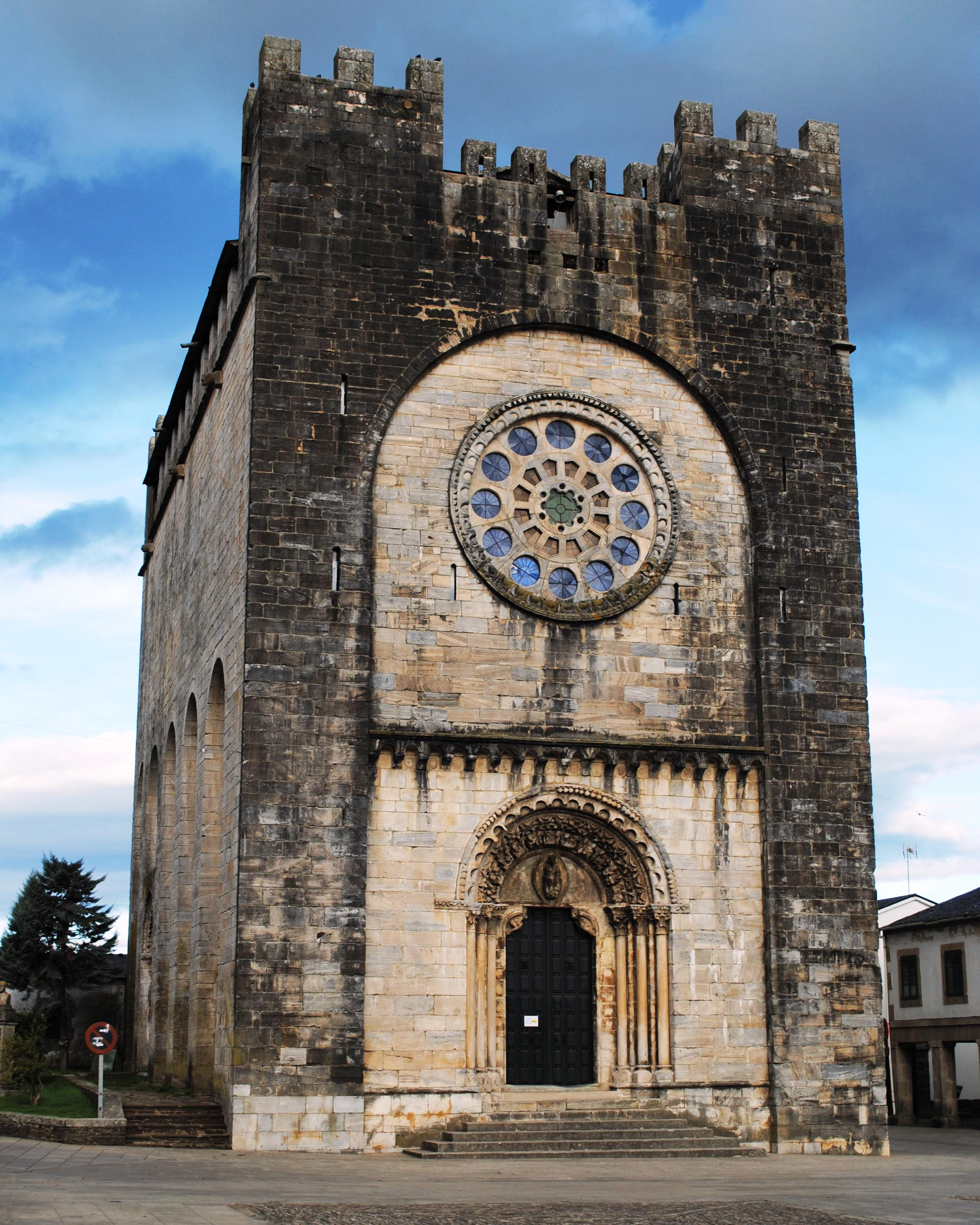
Église San Nicolás à Portomarín, portail.
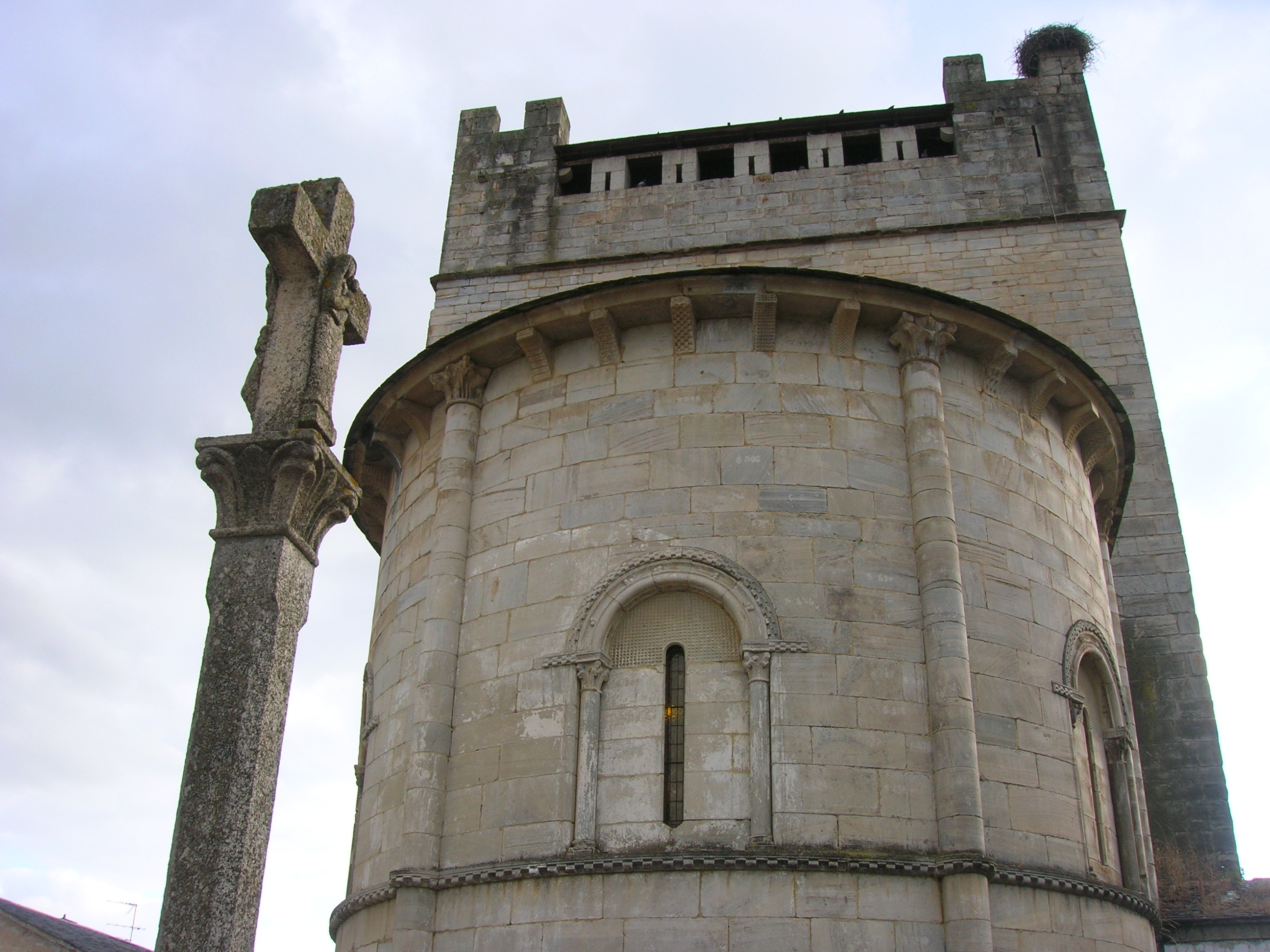
Église Saint Nicolas à Portomarín, détail.
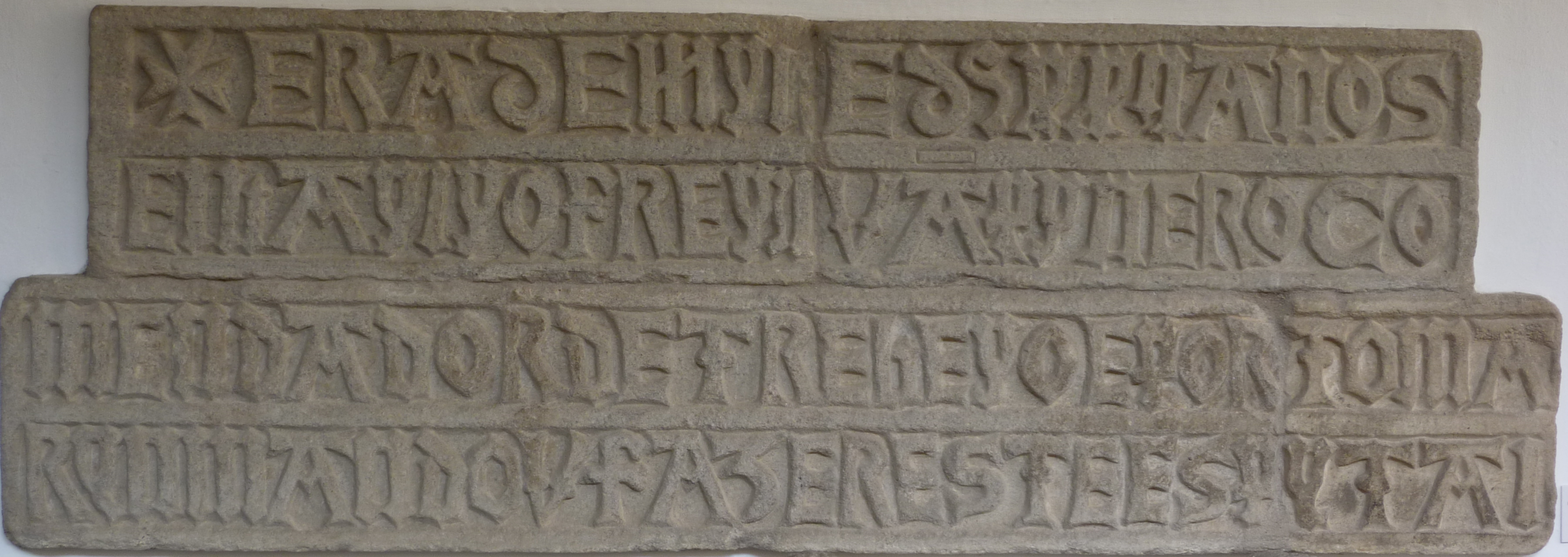
Inscription en galicien sur la fondation de l'hôpital de l'ordre de San Xoán (1521).
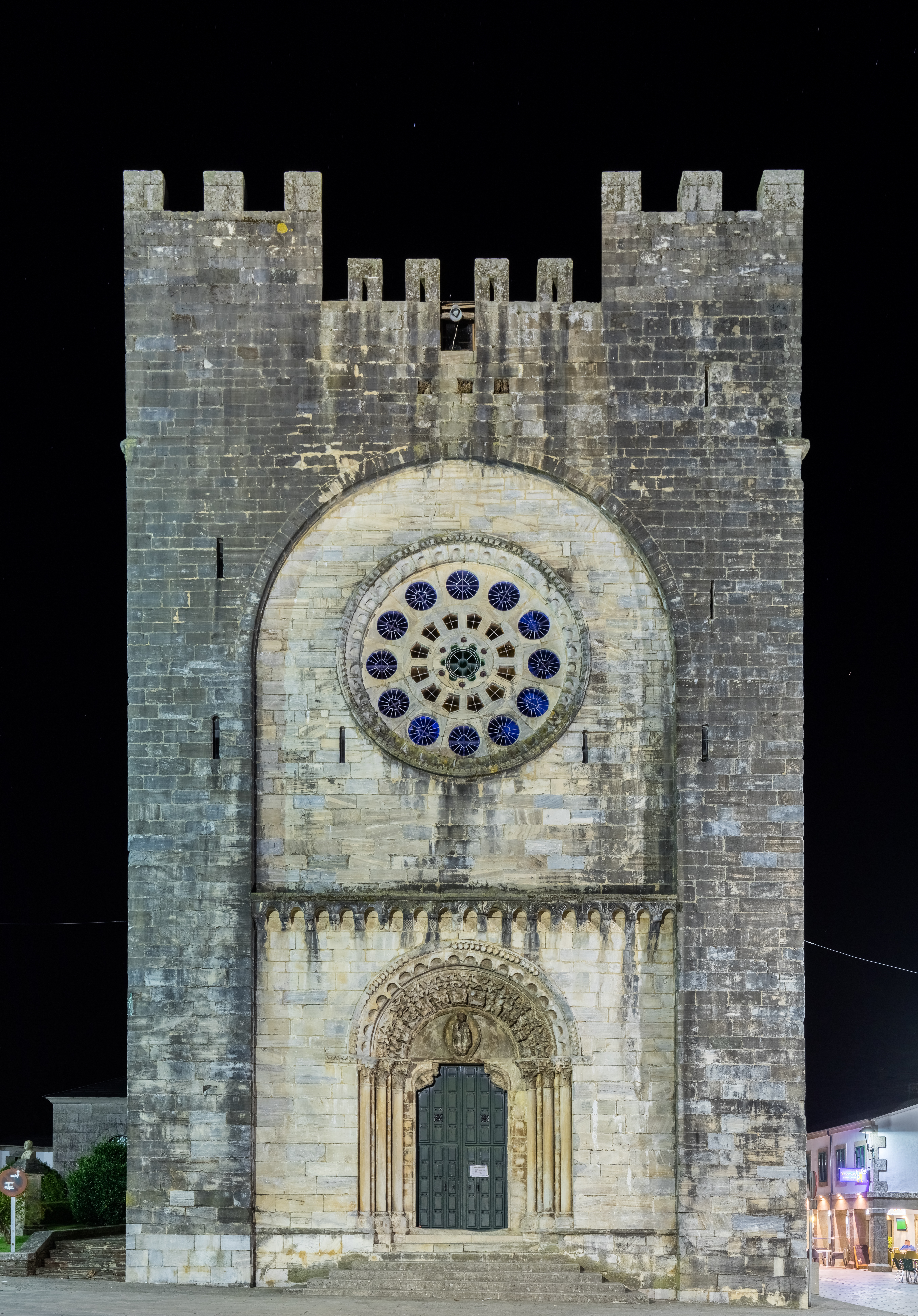
Église Saint Nicolas

### Patrimoine civil et naturel

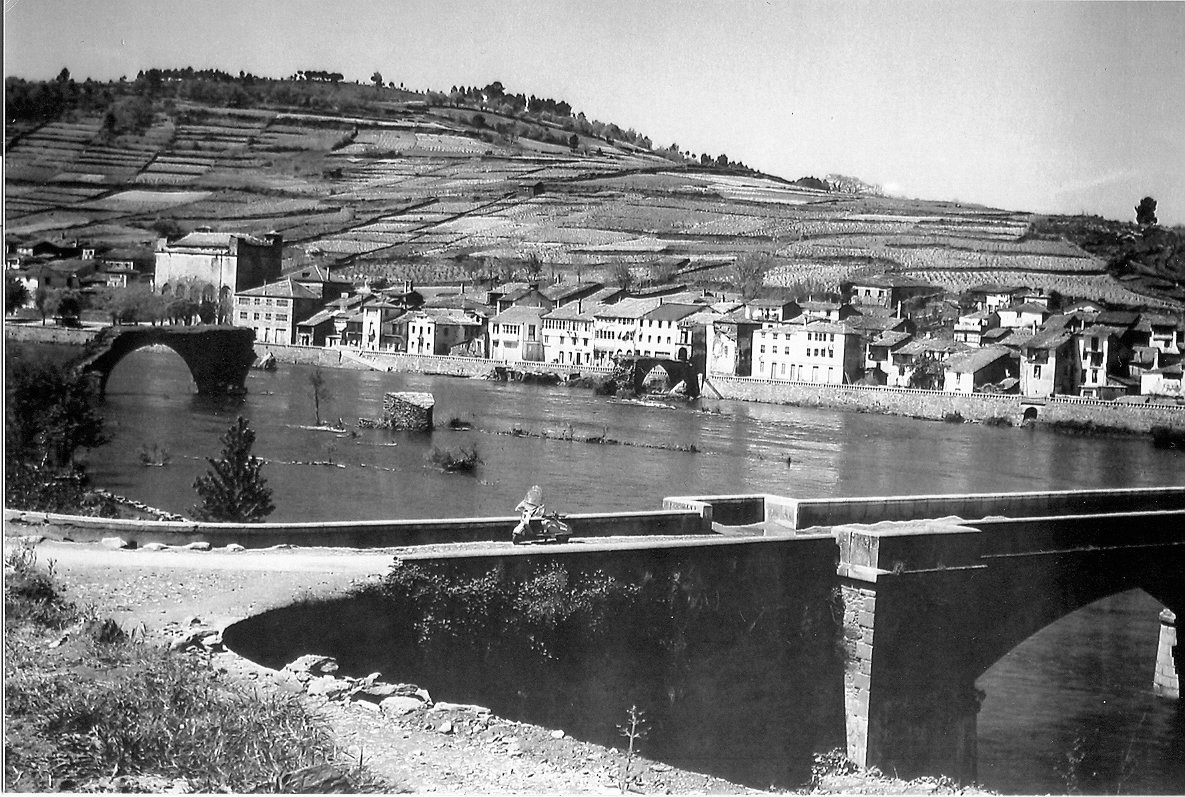
Portomarín vers 1920.
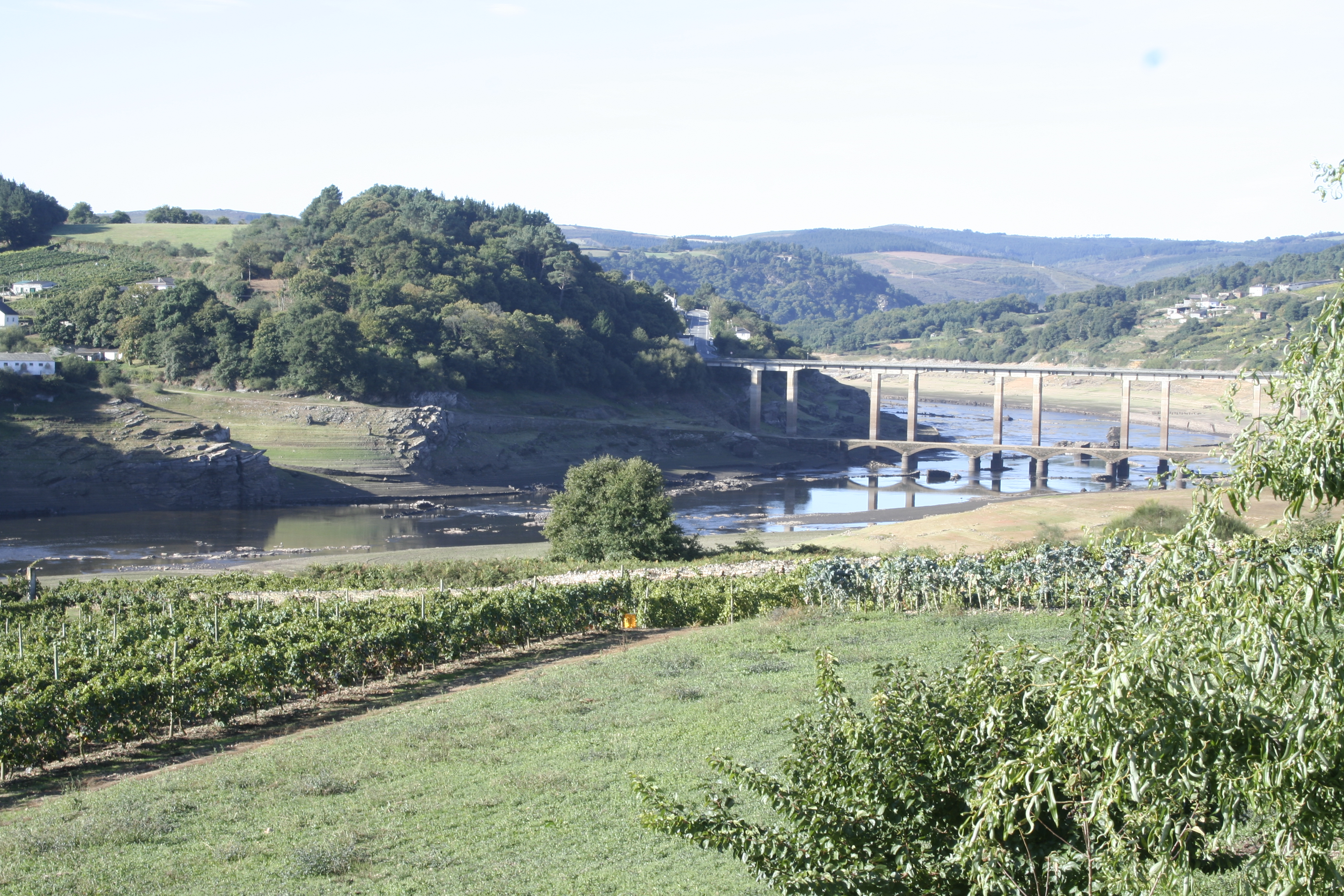
Pont de Portomarín.
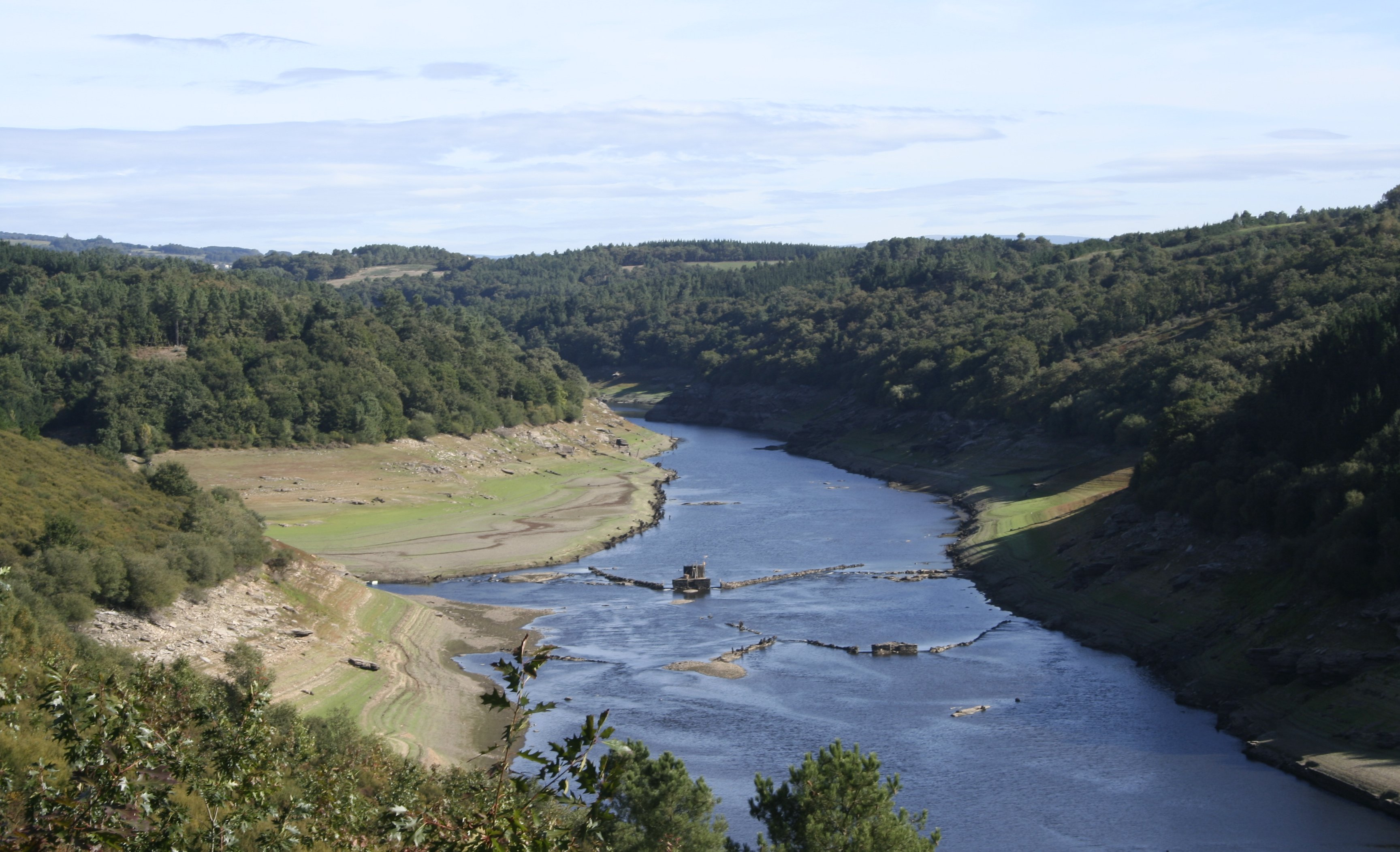
Río Minho à Portomarín.
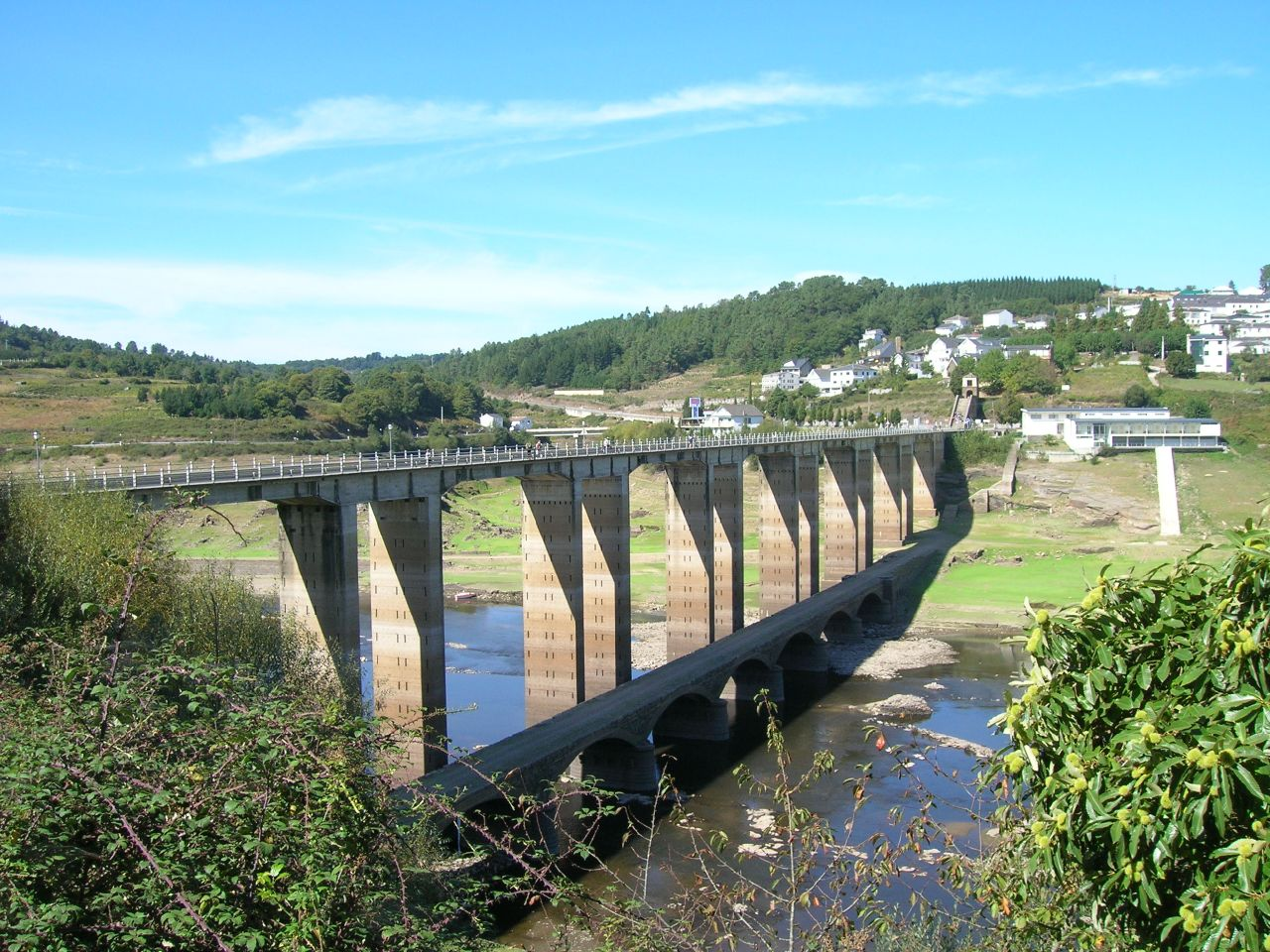
Río Minho à Portomarín.

## Sources et références
- (es) Cet article est partiellement ou en totalité issu de l’article de Wikipédia en espagnol intitulé « Puertomarín » (voir la liste des auteurs).
- (fr) Grégoire, J.-Y. & Laborde-Balen, L., « Le Chemin de Saint-Jacques en Espagne - De Saint-Jean-Pied-de-Port à Compostelle - Guide pratique du pèlerin », Rando Éditions, mars 2006,  (ISBN 2-84182-224-9)
- (fr)« Camino de Santiago St-Jean-Pied-de-Port - Santiago de Compostela », Michelin et Cie, Manufacture Française des Pneumatiques Michelin, Paris, 2009,  (ISBN 978-2-06-714805-5)
- (fr)« Le Chemin de Saint-Jacques Carte Routière », Junta de Castilla y León, Editorial

1. ↑  (es) Isidro García Tato, Las encomiendas gallegas de la orden militar de San Juan de Jerusalén : estudio y edición documental, CSIC Press, 2004, 697 p. (ISBN 978-8-4000-8251-2, présentation en ligne), p. 16-17, 119-120 (doc. 13), 154-156 (doc. 57) Télécharger le fichier pdf.
2. ↑  Un commandeur hospitalier de Portomarín est attesté en 1179 et en 1192 (García Tato 2004, p. 17, 32).